# Fernsehwerbung
Fernsehwerbung ist jede Art der Ausstrahlung von Werbespots im Fernsehen.

## Allgemeines
Massenmedien (Zeitungen, Zeitschriften, Kinos, Internet) eignen sich wegen ihres hohen Verbreitungsgrades ausgezeichnet für Werbezwecke; auch Radio und Fernsehen sind klassische Werbeträger. Neben dem Kino und Internet bietet das Fernsehen für Werbezwecke die Kombination von akustischen mit optischen Informationen; bei den anderen Werbeträgern fehlt eines der Kriterien. Das ist der Grund, warum weltweit auf die Fernsehwerbung ein großer Anteil der Werbeumsätze entfällt (in Deutschland: 21 Prozent, in Österreich: 27,4 Prozent). Die Verbreitung von Werbebotschaften ist auf die Erzielung von Einnahmen ausgerichtet, die durch Werbung entstehen. Bei der Fernsehwerbung sind diese Einnahmen die wesentliche Ertragsquelle für das Privatfernsehen und spielen auch eine große Rolle für die öffentlich-rechtlichen Fernsehanstalten. Die Einnahmen aus Fernsehwerbung hängen in entscheidendem Maße von den Einschaltquoten des Werbeträgers ab, so dass dieser sein Fernsehprogramm so gestalten muss, dass es die Einschaltquoten fördert. Da wegen der potenziellen Käufer die richtige Zielgruppe von Bedeutung ist, wird eine umfangreiche Forschung über Einschaltquoten betrieben und oftmals das Programmangebot entsprechend angepasst. Werbung wird immer von weniger Zuschauern gesehen als das sie umgebende Programm.

## Geschichte
Der erste Werbespot wurde im Commercial TV in den USA für eine Uhrenfirma ausgestrahlt. Nachdem die Zulassungsbehörde FCC der NBC und CBS in New York am 1. Juli 1941 die ersten Sendelizenzen für kommerzielles Fernsehen erteilt hatte, sendete bereits am Nachmittag des 1. Juli 1941 die zur NBC gehörige Station WNBT (später: WNBC) eine erste Uhrenwerbung. Ein Television Act ermöglichte nach Inkrafttreten am 30. Juli 1954 die Zulassung des Commercial Television in Großbritannien, dessen Rundfunk- und Fernsehprogramm bis dahin durch die öffentlich-rechtliche BBC dominiert wird. Der erste Werbespot erscheint am 22. September 1955 für eine Zahnpasta, erster privater Kanal ist dort die ITV-Gesellschaft Associated-Rediffusion, die seit dem 22. September 1955 ihr mit Werbung unterbrochenes Werktags-Programm sendet.
Die im März 1924 gegründete Praesens-Film gilt in der Schweiz als Pionier des Werbefilms. Ihre Werbefilme für bekannte Schweizer Marken wurden zunächst in Kinos gezeigt. Ab Februar 1965 gab es in der Schweiz auch Fernsehwerbung (siehe Schweizer Fernsehen#Geschichte). Sie vermeidet wegen der Dreisprachigkeit so genannte Dialogspots, in denen sich die Schauspieler wie im Kinofilm miteinander unterhalten.
In Deutschland wurde am 3. November 1956 erstmals im Bayerischen Rundfunk Werbung gezeigt, nachdem dessen Rundfunkrat am 4. Mai 1956 der Fernsehwerbung zugestimmt hatte. In der Sendung Zwischen halb und acht wurde ein 55 Sekunden langer Werbespot für das Waschmittel Persil mit Liesl Karlstadt und Beppo Brem ausgestrahlt. Es folgte am 4. Dezember 1956 der SFB. Am 2. September 1958 wurde die „Westdeutsches Werbefernsehen“ GmbH (WWF) als hundertprozentige Tochtergesellschaft des WDR mit dem Ziel der Vermarktung von Werbezeiten im Vorabendprogramm gegründet.
Die Aufbauphase des öffentlichen Fernsehens sollte in Deutschland möglichst ohne Gebührenerhöhungen stattfinden, so dass ausdrücklich bei der Gründung des ZDF im Juni 1961 die Fernsehwerbung als zweite Ertragsquelle vorgesehen war. Das ZDF begann an seinem zweiten Sendetag, dem 2. April 1963, mit Fernsehwerbung.
Die Erste Kammer des Ersten Senats des deutschen Bundesverfassungsgerichts nahm im Oktober 1998 eine Verfassungsbeschwerde gegen das Bundesgerichtshof-Urteil I ZR 254/90 vom 19. November 1992 nicht zur Entscheidung an und äußerte sich in der Begründung der Nicht-Annahme zur Mischfinanzierung des öffentlich-rechtlichen Fernsehens. Demnach ist die Mischfinanzierung verfassungsrechtlich nicht ausgeschlossen. Der Gesetzgeber müsse lediglich beachten, dass die dem öffentlich-rechtlichen Rundfunk gemäße Finanzierungsform die Gebührenfinanzierung sei; diese dürfe nicht durch andere für die Funktionserfüllung nachteilige Finanzierungsformen in den Hintergrund gedrängt werden.
In § 13 Abs. 1 Rundfunkstaatsvertrag wird deshalb klargestellt, dass vorrangige Finanzierungsquelle die Rundfunkgebühr ist. Im Jahr 2011 trugen die Erträge aus Rundfunkwerbung und Sponsoring zu etwa 6 Prozent zu den Gesamterträgen der Landesrundfunkanstalten bei.
Gemessen an den Netto-Werbeeinnahmen konnten 2011 die Fernsehveranstalter den größten Werbeumsatz im Medien-Werbemarkt mit 3,981 Mrd. € verbuchen, das waren 21 Prozent der gesamten Werbeeinnahmen. Davon entfielen auf die privaten Fernsehsender 3,699 Mrd. € (Anteil: 93 Prozent), auf ARD und ZDF 283 Mio. € (7 Prozent). Zwar verringerten sich die gesendeten TV-Werbeminuten um 6,4 Prozent auf 1,79 Mio., doch insgesamt verdreifachten sich die Werbeminuten von 653.182 im Jahr 1997 auf 1,79 Millionen im Jahr 2011. Das ist eine jährliche Steigerung von 63.000 Minuten, die nicht auf die öffentlich-rechtlichen Sender zurückfällt, sondern rein auf die privaten.
„Ebenso rückläufig war auch die Anzahl der TV-Werbespots sämtlicher erfassten Fernsehveranstalter um 5,2 Prozent auf 3,60 Mio. Die Werbespots waren durchschnittlich 30 Sekunden lang – 2001 waren es 23 Sekunden“, behauptet die ZAW (Zentralverband der Deutschen Werbewirtschaft e. V.), was aber die Zahlen eindeutig widerlegen.

## Arten
In Deutschland und Österreich hat die klassische Fernsehwerbung im öffentlich-rechtlichen Fernsehen mit den so genannten Werbeblöcken begonnen („Werbefernsehen“). Hierbei handelt es sich um mehrere Werbespots, die innerhalb eines festen Sendeplatzes in einem Zusammenhang ausgestrahlt werden. Zumeist sind sie in ein attraktives Rahmenprogramm eingebettet und müssen zwischen 17.00 Uhr und 20.00 Uhr ausgestrahlt werden. Blockwerbung ist die Grundform für den öffentlichen und auch den privaten Rundfunk. Sinn und Zweck dieser Regelung war, den Programmteil von einer übermäßigen Aufsplitterung durch vielfache Werbeunterbrechungen mit der Folge des Zusammenhangverlusts für den Zuschauer zu schützen. Privatrechtliche Fernsehsender wichen und weichen von diesem Prinzip ab.
Da das Medienrecht den privaten Fernsehveranstaltern liberalere Werbemöglichkeiten gestattet, haben sich Art und Form, Werbespots zu platzieren, verändert. Vorbild waren die „commercial breaks“ in den USA und Großbritannien. Diese so genannte Unterbrecherwerbung besteht aus mindestens einem Werbespot innerhalb einer Sendung. Meist handelt es sich jedoch um zwei oder mehrere, hintereinander geschaltete Spots innerhalb einer Sendung, die jedoch gesetzlichen Restriktionen unterworfen sind. Der Abstand zwischen den Werbeblöcken von mindestens 20 Minuten ist mit dem 13. Rundfunkänderungsstaatsvertrag entfallen. Bei Sendungen mit „natürlichen Pausen“ (Halbzeitpause im Sport, zwischen den Runden beim Boxen) ist Unterbrecherwerbung ebenfalls gestattet. Scharnierwerbung ist ein Werbeblock zwischen einer endenden und einer beginnenden Sendung.
Das private Fernsehen hat mehrere Platzierungsvarianten eingeführt, die teilweise auch von den öffentlichen Sendern übernommen wurden. Man versucht damit, auf das Zapping-Verhalten der Zuschauer zu reagieren; zudem lassen sich durch zeitversetztes Fernsehen Werbeblöcke leicht überspringen oder durch Bearbeitung einer Aufzeichnung vor der eigentlichen Betrachtung der Sendung herausschneiden.
- Countdown-Spots sind Werbung mit der in rückwärts laufenden Sekunden eingeblendeten Zeit, wann ein Programm fortgesetzt wird.
- Werbung im Split Screen nutzt die Technik der Bildschirmteilung für Werbung und paralleler Fortsetzung des Programms.
- Bei Tandem-Spots gibt es einen Hauptspot mit der zentralen Produktaussage, dem ein vorbereitender und auf den Hauptspot hinführender Teaser-Spot und/oder ein festigender Reminder-Spot vor- und nachgestellt wird. Ein Tandem-Spot besteht aus zwei zusammengehörenden Elementen innerhalb eines Werbeblocks, die durch mindestens einen Werbespot (für ein anderes Produkt) voneinander getrennt sind.[17]
- Flankierer sind die vor oder nach einer Sendung platzierten Werbespots.

Produktplatzierung und Sponsoring stellen bereits eine Verknüpfung redaktioneller Beiträge mit Werbung dar.
Da die Werbung das Programm unterbricht, ist für Programmplaner das Problem der Zuschauerbindung zu berücksichtigen. Durch Audience Flow könnten Zuschauer im Rahmen des Zapping zu anderen Sendern abwandern und möglicherweise nicht mehr zum ursprünglichen Sender zurückkehren. Laut einer Studie aus dem Jahr 2006 schalteten über 50 Prozent der Fernsehzuschauer und Radiohörer ab, sobald Werbung kommt; nur 9 Prozent wechselten nicht das Programm.

## Digitale TV-Werbeformen
In den vergangenen Jahren sind weitere, digitale TV-Werbeformen entstanden. Diese sind ausschließlich mit (Smart-)TV-Geräten empfangbar, die mit dem Internet verbunden sind. Bei der Ausspielung werden digitale Zuspielwege genutzt, um das lineare TV-Signal mit digitalen Werbevideos zu überlagern oder Werbung während der Nutzung von VOD-Apps in den Stream einzuspeisen. Vorteile für Werbetreibende bestehen in einem präziseren Targeting und Auswertungsmöglichkeiten ähnlich denen digitaler Displaywerbung im Internet. Nachteil ist die momentan noch geringere Reichweite, aufgrund der Anzahl der an das Internet angeschlossenen Smart-TV-Geräte.

## Eigenwerbung
Die Fernsehsender werben mit Programmhinweisen für ihre eigenen Programme. Dies soll die Einschaltquoten des Senders oder bestimmter Sparten fördern und Kundenbindung erreichen. Die Eigenwerbung ist wichtig, um sich als Sender von den zahlreichen Konkurrenten unterscheidbar zu machen. Eigenproduktionen werden teilweise wochenlang vor der Ausstrahlung beworben. Eigenwerbung ist auch in den Sendern des eigentlich weitgehend werbefreien Bezahlfernsehens häufig zu sehen.
Programmhinweise in eigener Sache gelten nicht als Werbung.

## Werbefilmproduktion
Fernsehwerbung wird von hierauf spezialisierten Filmproduktionsgesellschaften, den so genannten Werbefilmproduktionen, im Auftrag des Herstellers des zu bewerbenden Produkts hergestellt. Die Konzeption übernehmen Werbeagenturen, die kreative Umsetzung freie Regisseure, die von den Werbefilmproduktionen projektweise angeboten und unter Vertrag genommen werden. Ein Teil der deutschen Werbefilmproduktionen ist in der Sektion Werbung der Allianz Deutscher Produzenten – Film & Fernsehen (vor dem 1. April 2010: Verband deutscher Post- und Werbefilmproduzenten e. V., VDW) vertreten.

## Fernsehwerbung in Deutschland
In der heutigen Fernsehlandschaft zeigen sowohl die öffentlich-rechtlichen als auch die privaten Programme Werbung.
Die öffentlich-rechtlichen Sendeanstalten ARD und ZDF finanzieren sich hauptsächlich durch den Rundfunkbeitrag, der 2013 die Rundfunkgebühr (§ 13 Abs. 1 Satz 1 2. Halbsatz RStV) abgelöst hat. Dauer und Form der Werbeblöcke sowie der unterbrechenden Werbung sind im Rundfunkstaatsvertrag geregelt und limitiert.
Die Privatsender erzielen den überwiegenden Teil ihrer Einnahmen durch die Vermietung von Werbezeiten. Sie unterbrechen ihre Sendungen regelmäßig für Werbeblöcke.

### Zahlen zur deutschen Fernsehwerbung
Netto-Umsätze des Werbefernsehens 2003 (2001) in Mio. Euro
- ARD: 141,13 (166,73)
- ZDF: 111,23 (147,77)
- RTL: 1.152,40 (1.274,50)
- RTL II: 223,20 (255,10)
- Sat.1: 777,30 (858,00)
- ProSieben: 700,80 (875,00)
- VOX: 230,40 (198,30)

TV-Werbeminuten:
- 1997: 653.182
- 1999: 821.577
- 2001: 987.125
- 2003: 998.205
- 2011: 1,79 Millionen

(Quelle: ZAW: Werbung in Deutschland)

### Rechtsgrundlagen
Umfang und Inhalt der Fernsehwerbung sind im Rundfunkstaatsvertrag (RStV) festgelegt. In § 2 Abs. 2 Nr. 7 RStV ist zunächst eine Legaldefinition für Werbung enthalten. Danach ist Werbung „jede Äußerung bei der Ausübung eines Handels, Gewerbes, Handwerks oder freien Berufs, die im Rundfunk von einem öffentlich-rechtlichen oder einem privaten Veranstalter oder einer natürlichen Person entweder gegen Entgelt oder eine ähnliche Gegenleistung oder als Eigenwerbung gesendet wird mit dem Ziel, den Absatz von Waren oder die Erbringung von Dienstleistungen, einschließlich unbeweglicher Sachen, Rechte und Verpflichtungen, gegen Entgelt zu fördern.“ Werbefrei sind Gottesdienstübertragungen, Kindersendungen (§ 7a Abs. 1 RStV) und Nachrichtensendungen, wenn sie kürzer als 30 Minuten sind (§ 7a Abs. 3 RStV). Werbeverbote bestehen nach § 7 Abs. 3 und 7 RStV zudem für Schleichwerbung und subliminale (unterschwellige) Werbung. Filme mit Ausnahme von Serien, Reihen und Dokumentarfilmen sowie Kinofilme und Nachrichtensendungen dürfen für jeden programmierten Zeitraum von mindestens 30 Minuten einmal für Fernsehwerbung oder Teleshopping unterbrochen werden (§ 7a Abs. 3 RStV). Im öffentlichen Rundfunk ist die Fernsehwerbezeit auf maximal 20 Minuten werktäglich im Jahresdurchschnitt begrenzt (§ 16 Abs. 1 RStV), wobei die Dritten Programme werbefrei bleiben müssen. Insgesamt darf die Werbedauer 20 Prozent der täglichen Sendezeit nicht überschreiten, Spotwerbung ist auf 12 Minuten pro Stunde begrenzt (§ 16 Abs. 3 RStV). Während die Verteilung der Werbespots bei privaten Sendern unbegrenzt ist, müssen die Werbeblöcke bei den öffentlichen Anbietern werktags vor 20 Uhr erfolgen. Die Vorgabe, dass Werbeblöcke mindestens einen Abstand von 20 Minuten haben müssen, ist seit dem 13. Rundfunkänderungsstaatsvertrag entfallen. Für Tabakwaren und verschreibungspflichtige Medikamente besteht ein generelles Werbeverbot im Fernsehen.
Erkennbarkeits- und Trennungsgebot des § 7 Abs. 3 RStV fordern die leichte Erkennbarkeit und Unterscheidbarkeit der Werbung vom redaktionellen Inhalt (§ 7 Abs. 3 Satz 1 RStV) und die eindeutige „Absetzung“ (Trennung) von anderen Sendungsteilen (§ 7 Abs. 3 Satz 3 RStV). Nach der Rechtsprechung des Bundesverwaltungsgerichts dienen Erkennbarkeits- und Trennungsgrundsatz demselben Ziel, haben aber je eigenständige Bedeutung. Erkennbarkeits- und Trennungsgrundsatz dienen der Integrität des redaktionellen Programms und dem Schutz der Fernsehzuschauer. Sie sollen eine umfassende und wahrheitsgemäße Meinungsbildung gewährleisten und dem Zuschauer eine optische und akustische Unterscheidung zum redaktionellen Programm ermöglichen, um Irreführung und Verwechslung zu vermeiden. Deshalb sind bei ARD und ZDF die einzelnen Werbespots durch Cartoons oder Standbilder voneinander getrennt. Am bekanntesten sind die berühmten „Mainzelmännchen“, die als Trennkriterium die Werbeblöcke begleiten. Auch die privaten Sender folgen durch optische/akustische Einblendungen dem Trennungsprinzip. Auch andere Werbetrenner erlangten große Bekanntheit und schaffen besonders für Kinder einen Anreiz, sich einen Werbeblock anzusehen.

## Fernsehwerbung in Österreich
Im österreichischen Fernsehen wird sowohl im öffentlich-rechtlichen ORF als auch bei privaten Fernsehprogrammen (ATV, Puls 4, ServusTV) Werbung gezeigt. Hinsichtlich der Werbung im öffentlich-rechtlichen Fernsehen ist die österreichische Gesetzgebung jedoch freizügiger als in Deutschland. In den ORF-Programmen darf Werbung den ganzen Tag über gesendet werden; auch ist der Umgang damit bei weitem nicht so zurückhaltend wie bei den deutschen öffentlich-rechtlichen Programmen. Pro Tag und Sender dürfen nur 43 Minuten Werbung gesendet werden. Der ORF darf seine Sendungen nicht durch Werbepausen unterbrechen, ausgenommen jene, wo die „Dramaturgie“ (Wortlaut des ORF-Gesetzes) dies zulässt (z. B. zwischen zwei Spielhälften bei Fußballspielen, in der Pause von live übertragenen Konzertaufführungen usw.) In letzter Zeit kommt es öfter vor, dass Sendungen, die sich normalerweise ununterbrochen übertragen ließen, bewusst in zwei Teilen mit kurzer Pause dazwischen konzipiert werden, um zusätzlich Werbung senden zu können.

### Zahlen zur österreichischen Fernsehwerbung
Brutto-Ausgaben für Fernsehwerbung nach Jahren in Mio. Euro
- 2011: 729,41
- 2012: 780,32
- 2013: 854,03
- 2014: 945,44
- 2015: 999,67
- 2016: 1.089,15
- 2017: 1.151,93
- 2018: 1.183,97
- 2019: 1.212,63
- 2020: 1.159,91

TV-Werbestunden:
- 2005: 446 (ORF) / 8.056 (Privatfernsehen)
- 2006: 462 (ORF) / 8.663 (Privatfernsehen)
- 2007: 442 (ORF) / 9.909 (Privatfernsehen)
- 2008: 410 (ORF) / 10.424 (Privatfernsehen)
- 2009: 455 (ORF) / 10.470 (Privatfernsehen)
- 2010: 485 (ORF) / 11.580 (Privatfernsehen)
- 2011: 461 (ORF) / 11.280 (Privatfernsehen)
- 2012: 487 (ORF) / 10.211 (Privatfernsehen)
- 2013: 551 (ORF) / 11.199 (Privatfernsehen)
- 2014: 567 (ORF) / 12.863 (Privatfernsehen)
- 2015: 541 (ORF) / 15.193 (Privatfernsehen)
- 2016: 610 (ORF) / 15.876 (Privatfernsehen)
- 2017: 639 (ORF) / 16.355 (Privatfernsehen)
- 2018: 566 (ORF) / 16.714 (Privatfernsehen)
- 2019: 538 (ORF) / 17.516 (Privatfernsehen)
- 2020: 553 (ORF) / 17.139 (Privatfernsehen)

## Fernsehwerbung in der Schweiz
Am 1. Januar 1993 wurde in der Schweiz zum ersten Mal ein Schweizer Werbefenster auf einem ausländischen Sender ausgestrahlt. RTL hatte dazu einen Vertrag mit einer damaligen Tochter der heutigen Goldbach Group abgeschlossen. ProSieben begann 1997 mit der Ausstrahlung eines Werbefensters.
Unter Nutzung der im Radio- und Fernsehgesetz (RTVG) im April 2007 neu geregelten Werbefreiheiten entstand ein verbessertes Umfeld für die Fernsehwerbung. Die deutschen Werbeblöcke verschwanden bei fast allen Sendern. Für die SRG-Programme erlaubt das RTVG maximal eine Unterbrechung in Sendungen, die länger als 90 Minuten dauern. Für konzessionierte Programme und die Werbefenster gelten ähnliche Regelungen wie in Deutschland. Das hat vor allem für die Werbefenster Konsequenzen. Neu zugelassen ist jetzt in der Schweiz auch Split-Screen-Werbung – in den Programmen der SRG allerdings nur bei der Übertragung von Sportveranstaltungen. Bestimmten Restriktionen ist die Werbung für alkoholische Getränke unterworfen. Ein Zehnjahresvergleich 1997–2007 zeigt, dass die Fernsehwerbung in der Schweiz ein deutliches Wachstum erzielen konnte. Die Zahl der Werbeblöcke hat sich verdreifacht, die ausgestrahlte Werbezeit mehr als vervierfacht.
Im Jahr 2022 erfolgte die eidgenössische Volksabstimmung über die Änderung des Bundesgesetzes über Filmproduktion und Filmkultur, wovon auch die Fernsehwerbung in der Schweiz betroffen ist.

## Fernsehwerbung in Großbritannien und Skandinavien
In vielen Staaten dagegen ist die Trennung zwischen privaten und öffentlichen Sendern strenger gehalten. In Großbritannien etwa stützen sich die Privatsender ausschließlich auf Werbeeinnahmen, während sich die öffentliche BBC einzig durch Gebühren finanziert. Der öffentlich-rechtliche Channel 4 finanziert sich allerdings wie die privaten Sender nur durch Werbung. Bis heute sind die beiden Fernsehprogramme BBC1 und BBC2 vollkommen werbefrei geblieben. Auch in den skandinavischen Staaten sind die öffentlich-rechtlichen Fernsehprogramme werbefrei. In Schweden etwa war Fernsehwerbung bis zur Zulassung von Privatfernsehen in den 1990er Jahren völlig unbekannt.

## Fernsehwerbung in Frankreich
In Frankreich unterliegt France Télévisions seit 2009 einem abendlichen Werbeverbot; die für 2011 (später: 2014) geplante Ausweitung des Verbotes auf den ganzen Tag fand bis dato noch nicht statt.

## Zuschauerrezeption
Die Unterbrechung einer Sendung durch Werbespots führt zu Wanderbewegungen (Audience Flow), denn über 50 Prozent der Fernsehzuschauer und Radiohörer schalten ab, sobald Werbung kommt; nur 9 Prozent wechseln nicht das Programm durch Zapping. Zur Verbesserung des audience flow sind die Sender dazu übergegangen, die Scharnierwerbeblöcke (ein Werbeblock zwischen einer endenden und einer beginnenden neuen Sendung; oft als „Countdown-Werbung“) fast vollständig durch Unterbrecherwerbung (Werbeblock während einer Sendung) zu ersetzen. Die Regel der Abwanderung durch Werbeunterbrechung gilt jedoch nicht immer. Eine attraktive Serie kann es verkraften, bereits nach Beginn durch Werbung unterbrochen zu werden, weil das Zuschauerinteresse ein Wegschalten verhindert oder eine Rückkehr sicherstellt; dagegen könnte sich eine weniger bekannte Serie bei einem kleineren Sender von einer frühen Werbeunterbrechung nicht mehr erholen.

## DVD
- Werbung aus der Flimmerkiste – die Geschichte des Werbefernsehens, DVD, 110 Minuten, Tacker Film. Trailer